# Conrad Vahlquist
Conrad Fredrik Vahlquist i riksdagen kallad Vahlquist i Skänninge, född 25 januari 1856 i Flistads församling, Östergötlands län, död 2 juni 1929 i Vadstena församling, Östergötlands län, var en svensk läkare och politiker. 

## Biografi
Conrad Vahlquist föddes 1856 i Flistads församling. Han blev 1878 student vid Uppsala universitet och avlade 1885 medicine kandidatexamen, erhöll 1889 medicine licentiat. Vahlquist var från 1889 till 1890 andre bataljonsläkare vid Västgötadals regemente och var 1890-1905 stadsläkare i Skänninge. Från 1890 till 1897 var han även bataljonsläkare vid Andra livgrenadjärregementet och från 1897 regementsläkare därstädes.
Han var ledamot av riksdagens andra kammare 1900-1917 (invald i Vadstena, Skänninge, Söderköpings, Motala och Gränna valkrets och senare i Östergötlands läns södra valkrets). Han var suppleant i Bankoutskottet 1903-1905 och ledamot i samma utskott från 1906.
Han skrev 49 egna motioner i skiftande ämnen, bland annat om löner, underhåll och bidrag åt anställda eller värnpliktiga vid krigsmakten, om utgivande av årlig uppslagsbok över riksdagens arbete, om skolfrågor och om hjälp till enskilda personer.